# (36358) 2000 OY2
2000 أو واي 2 (ويعرف أيضًا باسم (36358) 2000 أو واي 2 وفق تسمية الكوكب الصغير) (بالإنجليزية: 2000 OY2)‏ هو كويكب ضمن حزام الكويكبات؛ وترتيبه 36358 من حيث الاكتشاف.
اكتُشف هذا الجُرم الفلكي بواسطة جون بروفتون في 29 يوليو 2000.

## وصلات خارجية
- (36358) 2000 OY2 في قاعدة بيانات مختبر الدفع النفاث لأجرام النظام الشمسي الصغيرة

- الاكتشاف · مخطط المدار ·  العناصر المدارية · المعلمات المادية

- (36358) 2000 OY2 على موقع ويكي سكاي: DSS2, SDSS, GALEX, IRAS, Hydrogen α, X-Ray, Astrophoto, Sky Map, Articles and images